# Judith Plaskow
Judith Plaskow (nascida em 14 de março de 1947) é uma teóloga, autora e ativista estadunidense conhecida por ser a primeira teóloga feminista judia. Após obter seu doutorado na Universidade Yale, ela lecionou no Manhattan College por trinta e dois anos antes de se tornar professora emérita. Ela foi uma das criadoras do Journal for Feminist Studies in Religion e foi sua editora pelos primeiros dez anos. Ela também ajudou a criar o B'not Esh, um grupo feminista judeu que inspirou fortemente sua escrita, e uma seção feminista da American Academy of Religion, uma organização da qual foi presidente em 1998.
O trabalho de Plaskow foi crítico no desenvolvimento da teologia feminista judaica. Seu trabalho mais significativo, Standing Again at Sinai: Judaism from a Feminist Perspective, argumentou que a ausência de perspectivas femininas na história judaica teve um impacto negativo na religião e ela instou as feministas judias a reivindicarem seu lugar na Torá e no pensamento judaico. É um dos primeiros textos teológicos feministas judaicos já escritos e é considerado por alguns como um dos textos judaicos mais importantes do século XX.
Seu ensaio "The Coming of Lilith" foi crítico em reimaginar Lilith como uma figura positiva para as mulheres em vez de um demônio perigoso. imagina Lilith como uma mulher que foi injustamente punida por desejar sua igualdade legítima com Adão. Uma vez que Eva procura Lilith, elas se unem em irmandade para construir um mundo melhor. Desde "The Coming of Lilith", Lilith se tornou uma figura importante para as feministas judias, e se tornou a homônima da revista feminista judaica Lilith.
Desde jovem, ela via a ética e o ativismo como parte integrante do judaísmo, o que influenciou suas contribuições para a ética feminista. Ela se assumiu lésbica na década de 1980 e, embora a sexualidade sempre tenha sido um foco dela, seu artigo em "Twice Blessed: On Being Lesbian or Gay and Jewish" foi sua discussão mais formal e popular sobre ser uma lésbica judia.

## Juventude
Judith Plaskow nasceu no Brooklyn, Nova Iorque, em 14 de março de 1947. Seus pais eram Vivian Cohen Plaskow, uma professora de leitura corretiva, e Jerome Plaskow, um contador público certificado. Sua irmã mais nova, Harriet, nasceu em 1950. Os Plaskows se mudaram para West Hempstead, Long Island, e lá Plaskow frequentou a escola pública. Ela descreveu sua vizinhança como diversa em religiões, mas não em raças. Assim que ela pôde começar a ir para Nova Iorque com seus amigos, começou a se ressentir do lugar onde vivia e começou a focar cada vez mais focada na grande cidade.
Enquanto crescia, Plaskow fez parte de uma clássica congregação reformista e cursou doze anos de escola hebraica. Sua educação religiosa inicial era universalista e enfatizava como Deus chama o povo judeu para ser a "luz para as nações", o que motivou sua visão de que a ética e o ativismo são cruciais para a prática judaica. Plaskow achava que sua congregação era "típica em seu tratamento de mulheres como cidadãs de segunda classe". Seu rabino se opunha a permitir que mulheres fossem ordenadas e discordava tanto do bar quanto do bat mitzvá, querendo que as crianças continuassem a escola hebraica até a confirmação na nona série. Ele foi convencido pelos pais a realizar cerimônias de bar mitzvá, mas insistiu que as meninas (incluindo Plaskow) tivessem uma cerimônia de reconhecimento hebraico como um grupo. Plaskow relata que sempre sentiu que havia algo errado com todas essas inconsistências, mas era jovem demais para desconstruir o que via.
Plaskow era muito interessada em teologia e ética quando criança devido à sua congregação reformista e uma propensão natural para a teologia. Ela compareceu à Marcha de 1963 em Washington com membros de sua congregação e viu o famoso discurso "I Have a Dream" de Martin Luther King Jr., que a inspirou a imaginar um mundo transformado pela igualdade de gênero, da mesma forma que ele havia imaginado um transformado pela igualdade racial. Depois de aprender sobre o Holocausto na escola, Plaskow levantou suas primeiras questões teológicas sobre o bem e o mal. Seu interesse cresceu a partir desse ponto e ela se tornou a única aluna em sua escola hebraica que realmente queria estar lá. Ela sempre esperou aprender algo valioso lá, embora diga que nunca aprendeu.
Durante o ensino fundamental e médio, Plaskow sonhava em se tornar rabina, embora se desconhecesse mulheres rabinas, e a ideia enfrentasse a oposição de muitos, incluindo seu próprio rabino. No entanto, ela tinha suas próprias reservas. Ela queria ser uma pioneira, mas sentia que não poderia, enquanto não tivesse certeza de que acreditava em Deus. Sua vida mudou durante um serviço de Neilá no Yom Kippur quando percebeu que poderia obter um doutorado em teologia. Ela admite que se tornar uma rabina teria dado muito menos trabalho e teria sido a segunda mulher rabina, mas ela diz que "nasceu teóloga" e agora tem certeza de que fez a escolha certa.

## Formação acadêmica
Plaskow obteve seu B.A. magna cum laude pela Clark University em 1968, o que incluiu passar seu terceiro ano no exterior, na Universidade de Edimburgo. Edimburgo foi sua primeira experiência como uma das poucas pessoas judias num ambiente predominantemente cristão, e mostrou a ela como questões cristãs podiam facilmente ser colocadas no contexto judaico. Isso a deixou mais confortável para se candidatar a programas de teologia protestante depois de se formar, uma necessidade devido à escassez de programas judaicos, e à falta de um departamento de religião na Clark University. A partir daí, ela se formou em teologia protestante e obteve seu doutorado pela Yale Divinity School em 1975. Sua dissertação foi escrita na Universidade Concórdia enquanto ela era adjunta, e mais tarde foi publicada como Sex, Sin, and Grace: Women's Experience and the Theologies of Reinhold Niebuhr and Paul Tillich. O assunto estava de acordo com sua formação protestante, mas ela foi inspirada principalmente pelo artigo de Valerie Saiving de 1960, "The Human Situation: a Feminist View", que ecoou sua preocupação de que a falta de mulheres na teologia distorcia o estudo teológico. Ela procurou desenvolver o trabalho de Saiving também analisando Niebuhr e tentando reduzir o essencialismo de gênero do artigo, que é onde achava que Saiving havia errado em seu argumento. Concentrou-se em interpretar como as doutrinas protestantes de pecado e graça se relacionavam com as experiências das mulheres.

## Carreira acadêmica
A primeira cátedra de Plaskow foi na Universidade de Nova York. Infelizmente, o departamento de estudos religiosos da universidade fechou na metade do seu primeiro ano lá, e ela teve que procurar um novo trabalho. Viu-se então lecionando na Universidade Estadual de Wichita de 1976 a 1979. Aproveitou seu tempo em Wichita por conta dos robustos departamentos de estudos religiosos e femininos da instituição, mas temeu acabar presa no Kansas, e começou a procurar ocupação noutro lugar. Finalmente, encontrou um lar duradouro no Manhattan College, onde acabou lecionando por trinta e dois anos e ganhou o título de professora emérita. O departamento religioso da faculdade era majoritariamente católico, mas isso não foi obstáculo para Plaskow. Ela gostou de aprender mais sobre teologia católica, e sua posição como uma estranha permitiu que fizesse perguntas que outros talvez não fizessem, incluindo questionar sua própria religião.
Após um longo período de foco principalmente na teologia cristã, os olhos de Plaskow gradualmente se voltaram para o judaísmo. Ela compareceu à sua primeira conferência da Academia Americana de Religião (American Academy of Religion - AAR) em 1970 e ficou consternada com a falta de mulheres presentes. Ela não compareceu à conferência em 1971, mas Carol P. Christ, Elizabeth Schüssler Fiorenza e outras mulheres criaram um caucus feminino, um grupo de trabalho sobre mulheres e religião, e elegeram a primeira mulher presidente da AAR, Christine Downing. O grupo de trabalho se reuniu pela primeira vez em 1972, marcando o início dos estudos femininos em religião. Mary Daly transmitiu suas primeiras ideias para Beyond God the Father nesta reunião e também deu sua posição como copresidente do grupo para Plaskow. Poucos anos depois, o grupo se tornou uma seção oficial da AAR após argumentar com sucesso que eles estavam criando um novo campo de estudo religioso e precisavam de espaço e autoridade para fazê-lo. A seção se tornou sua base para o estudo acadêmico de religião e feminismo.
Na primeira conferência nacional feminista judaica em fevereiro de 1973, Plaskow deu uma palestra intitulada "The Jewish Feminist: Conflict of Identities" e foi recebida com uma ovação de pé. Ela deu várias palestras ao longo da década de 1970 questionando se uma mulher poderia realmente ser judia, concluindo que o judaísmo é transmitido por mulheres, mas nunca é verdadeiramente recebido ou possuído por elas. Em 1979, ela e sua colaboradora e amiga de longa data Carol P. Christ editaram Womanspirit Rising: A Feminist Reader in Religion através da Yale Women's Alliance, a qual se tornou uma antologia seminal sobre espiritualidade feminista. Foi uma das primeiras do gênero e seu sucesso mais tarde levaria a dupla a lançar outra antologia, Weaving the Visions: New Patterns in Feminist Spirituality em 1989.
Teve sua primeira chance de dar uma aula de feminismo e teologia judaica no primeiro National Havurah Summer Institute em 1980. Essa oportunidade foi um avanço pessoal para Plaskow; ela finalmente sentiu todos os aspectos da sua identidade se alinhando, depois de sentir tanta tensão quanto à ela. Após sua primeira aula, sentiu-se inspirada a escrever "The Right Question is Theological", em parte como resposta ao artigo de Cynthia Ozick, "Notes Towards Finding the Right Question". O artigo de Plaskow foi publicado em 1982 e expôs suas críticas feministas a conceitos-chave no judaísmo, como a Torá, Deus e Israel, usando o midrash feminista para argumentar que a halacá deveria ser considerada secundária à teologia. Ela considera este um dos seus melhores trabalhos. Aproveitando a alegria de estudar juntas no National Havurah Summer Institute, Plaskow e outras mulheres com ideias semelhantes formaram o B'not Esh ("filhas do fogo" em hebraico) em 1981 como um coletivo de espiritualidade feminista judaica que se reúne há 36 anos. Este grupo foi indispensável para Plaskow imaginar e criar o feminismo judaico; ela acredita que não poderia ter escrito Standing Again at Sinai sem o B'not Esh. Ela criou o Journal of Feminist Studies in Religion com Schüssler Fiorenza e elas publicaram sua primeira edição na primavera de 1985. Plaskow foi editora por dez anos e o periódico existe até hoje.
Em seu influente livro Standing Again at Sinai, Plaskow escreveu que a Torá, e a concepção dos judeus sobre sua própria história, foram escritas por e na linguagem de um patriarcado masculino de uma maneira que sanciona a marginalização das mulheres, e devem ser recuperadas redefinindo seu conteúdo para incluir material sobre as experiências das mulheres. Ela escreveu a famosa frase "Devemos tornar visível a presença, a experiência e os feitos das mulheres apagados em fontes tradicionais. Devemos contar as histórias dos encontros das mulheres com Deus e capturar a textura de sua experiência religiosa... Para expandir a Torá, devemos reconstruir a história judaica para incluir a história das mulheres, e ao fazer isso alterar a forma da memória judaica". Segundo ela, tornar essa história visível é essencial para desenvolver o midrash feminista.
"The Coming of Lilith" (1972) continuou a tradição feminista judaica de examinar arquétipos femininos na Bíblia, como a rainha Ester e Lilith. Lilith era a companheira original de Adão e foi criada como igual a ele. Lilith fugiu do Éden quando lhe foi negada a igualdade sexual, sendo substituída pela submissa Eva e tornando-se um demônio que se alimentava de meninos. Plaskow imagina Lilith esperando que Eva a encontre do lado de fora dos muros do Éden, e depois que Eva chegar, elas se unirão, e reconstruirão o mundo juntas, algo que Adão e Deus temem. O trabalho de Plaskow ajudou a transformar Lilith, de um exemplo prototípico do que uma mulher não deveria ser, numa figura poderosa em prol da libertação feminina.
Seu livro mais recente, Goddess and God in the World: Conversations in Embodied Theology, foi lançado em 2016. É outra colaboração com Carol P. Christ, na qual elas se baseiam em suas experiências pessoais para desenvolver e argumentar em favor do método teológico corporificado. A visão de Judith de Deus/Deusa como um "poder criativo impessoal" contrasta com a visão de Christ de Deusa/Deus como uma força pessoal e amorosa, mas em vez de tentar reconciliar suas visões, elas argumentam que essa diferença mostra que a teologia é profundamente pessoal e corporificada e devemos considerar como nossas experiências impactam nossas discussões teológicas.

## Vida pessoal
Plaskow se casou com o acadêmico rabínico Robert Goldenberg, em 1967. Eles trabalharam juntos na Universidade de Nova York, na Universidade Concórdia e na Universidade Estadual de Wichita. O filho deles, Alexander Goldenberg, nasceu em 1977. Quando ela se assumiu lésbica em 1984, separou-se de Goldenberg. Eles têm uma neta.
No segundo encontro do B'not Esh em 1983, Plaskow percebeu que tinha se apaixonado por Martha Ackelsberg, membro do grupo e professora de governo e estudos femininos no Smith College. Após sua separação de Goldenberg, ela e Ackelsberg começaram um relacionamento de longa distância por trinta anos, antes de irem morar juntas. Embora ainda estejam atualmente juntas, decidiram nunca se casar, rejeitando a ideia de que os direitos devem estar vinculados ao casamento, para apoiar a construção de vidas íntimas nos próprios termos.
Seu lesbianismo era um segredo aberto em seus círculos sociais depois que ela se assumiu, mas Plaskow não se conectou explicitamente ao lesbianismo na academia de imediato. A discussão de Standing Again at Sinai sobre sexualidade, não investiga o lesbianismo da autora, mas ela usa o termo "nossa" ao falar sobre identidades homossexuais. Foi somente quando publicou "Twice Blessed: On Being Lesbian or Gay and Jewish" que ela assim se denominou, e este foi lido como um "tratado lésbico", embora grande parte da escrita tenha sido tirada de Standing Again at Sinai. Nos anos seguintes a Standing at Sinai, ela escreveu vários ensaios sobre sexualidade, quatro dos quais aparecem em The Coming of Lilith: Essays on Feminism, Judaism, and Sexual Ethics, 1972–2003, publicado em 2005. Ela diz que se assumir aumentou sua criatividade e fundamenta sua bolsa de estudos e opiniões, mesmo que seu trabalho não seja explicitamente sobre sua lesbianidade.
Plaskow credita suas amigas e colegas por moldar e progredir suas ideias sobre a teologia feminista judaica. Ela conheceu Carol P. Christ em 1969, quando ela era a única outra mulher no programa de teologia em Yale. Christ se tornou uma amiga, editora, colaboradora e caixa de ressonância para Plaskow, um relacionamento que elas têm até hoje. Christ orientou a dissertação de Plaskow e Plaskow diz que ela não poderia ter concluído seu diploma sem a ajuda de Christ. Desde então, elas trabalharam juntas em muitos projetos. Elizabeth Schüssler Fiorenza também foi muito influente para Plaskow. Juntas, elas fundaram o Journal of Feminist Studies in Religion (JFSR) e Plaskow credita ao livro de Schüssler Fiorenza de 1983, In Memory of Her, a expansão de sua percepção da história das mulheres judias. As mulheres de B'not Esh, incluindo Ackelsberg, Marcia Falk, Drorah Setel e Sue Levi Elwell também tiveram um impacto transformador no desenvolvimento de uma teologia feminista especificamente judaica em Plaskow.

## Legado como teóloga feminista
Plaskow é considerada uma das teólogas feministas mais significativas e conhecidas do século XX, por suas contribuições fundamentais para este campo. Como pioneira, seu caminho não foi isento de obstáculos. Em Womanspirit Rising: A Feminist Reader in Religion, ela relembra como seus professores a desencorajaram e a Carol P. Christ de seguir a teologia feminista. Um professor rejeitou o ensaio de teologia feminista de Christ em favor de discutir os ensaios de seus colegas homens porque ele não achava que o tópico de Christ fosse importante. A proposta delas, de estudar para suas teses as atitudes históricas em relação às mulheres no cristianismo, foi rejeitada raivosamente por um professor. Isso não foi surpresa para Plaskow porque, quando ela entrou para a academia, a teologia era um campo fortemente dominado por homens e pouca atenção era dada às mulheres nela.
Suas contribuições para a teologia feminista judaica em particular provaram ser inestimáveis. Ela foi a primeira feminista judia a se autodenominar teóloga e Standing Again at Sinai: Judaism from a Feminist Perspective (1990) foi o primeiro texto feminista judaico dedicado à teologia. Seu trabalho surgiu em um momento em que o Movimento de Renovação Judaica e as mulheres que ganharam papéis de liderança secular abriram caminho para que as mulheres se tornassem rabinas, líderes de oração e, no geral, mais visíveis em suas comunidades religiosas. Midrash, o ato e o produto da reinterpretação de textos religiosos para entender as mudanças na sociedade em continuidade com a tradição judaica, tornou-se muito preocupado com o movimento feminista e como ele se relacionava com o judaísmo. Standing Again at Sinai ofereceu uma maneira de conceituar as mulheres na história judaica ao lidar com o poder patriarcal e a linguagem do judaísmo, inspirando uma efusão de trabalho feminista judaico enquanto Plaskow encorajava o desenvolvimento do midrash feminista. Além disso, sua colaboração com Christ em Womanspirit Rising foi significativa para colocar a escrita feminista judaica ao lado da escrita feminista de outras religiões, aumentando a visibilidade do feminismo judaico.
Plaskow reconhece Standing Again at Sinai como seu trabalho mais influente, mas afirma que sua maior contribuição para a teologia feminista judaica é sua metodologia. Ela tem insistido continuamente que não basta colocar mulheres em papéis tradicionalmente masculinos; em vez disso, devemos reimaginar e reconstruir o sistema do zero. Além disso, sua afirmação de que as perspectivas das mulheres foram ignoradas na história judaica e que as feministas judias são chamadas a reivindicar a perspectiva feminina, inspirou uma riqueza de estudos.
Plaskow há muito enfatiza o valor da irmandade e da compreensão das coisas por meio de outras mulheres, informada por suas experiências com Christ, AAR, Yale Women's Alliance e B'not Esh. Ela diz que seu trabalho é fundamentado e deriva sua autoridade da sua experiência em desenvolver um senso de identidade por meio da comunidade com outras mulheres. Plaskow frequentemente fala sobre o valor da "experiência yeah, yeah", na qual mulheres que falam sobre suas vidas umas com as outras descobrem o quanto elas têm em comum. Isso é semelhante aos esforços de conscientização promovidos por feministas e ativistas dos direitos civis desde o final da década de 1960. Sua compreensão da irmandade é refletida em sua interpretação de Lilith, que enfatiza o valor de uma irmandade entre ela e Eva. Apesar de sentir que há um entendimento natural e frutífero entre todas as mulheres, ela reconhece que não há uma experiência universal de feminilidade. Ela percebe a importância das diferenças raciais e de classe, especialmente no que diz respeito à sexualidade e religião.
Devido à sua crença de que a justiça social e a ética são essenciais para o judaísmo e o feminismo, Plaskow defendeu muitas causas em sua carreira. Ela compareceu a uma marcha do Black Lives Matter em 2014 em protesto contra a decisão de não indiciar Daniel Pantaleo pela morte de Eric Garner. Ela encoraja feministas judias a se envolverem com outras questões sociais como o Black Lives Matter e o aquecimento global.

## Críticas
Thalia Gur Klein criticou The Coming of Lilith de Plaskow por replicar interpretações da Bíblia que Klein vê como antijudaísmo. Klein discorda de Plaskow que os homens são dominantes na Bíblia, mas sim tão dominantes quanto as mulheres, citando exemplos em que as mulheres exerceram seu domínio. Na leitura de Plaskow de Levítico 18:, ela argumenta que essas regras relativas à sexualidade foram criadas para proteger o status social dos homens, não proteger mulheres e crianças, e é por isso que as escrituras permitem que um homem abuse sexualmente de sua filha ou neta. Klein diz que isso é uma interpretação errônea e que não é permitido, insistindo que as leis foram feitas para proteger mulheres e crianças. Klein criticou a relação citada por Plaskow entre a violência israelense e a história de Ester, porque perpetuou a ideia de que o povo judeu tem uma "tradição de genocídio", promulgada então contra os persas e agora contra os palestinos. Klein argumenta que o vínculo israelense é desnecessário e parcialmente impreciso, em ambos os casos argumentando que os judeus estavam resistindo à agressão, não realizando genocídios. Ela diz que é importante que Plaskow e outras feministas tenham cuidado para não recorrer a leituras antijudaicas de textos hebraicos, ao tentar analisar sua natureza patriarcal.

## Publicações
- J. Plaskow, Sex, Sin, and Grace. University Press of America, 1979. ISBN 0-8191-0882-0
- J. Plaskow, Weaving the Visions : New Patterns in Feminist Spirituality. HarperSanFrancosco, 1980. ISBN 0-06-061383-1
- J. Plaskow, Standing Again at Sinai: Judaism from a Feminist Perspective, HarperSanFrancisco, 1991. ISBN 0-06-066684-6
- J. Plaskow, The Coming of Lilith : Essays on Feminism, Judaism, and Sexual Ethics, 1972-2003. Beacon Press, 2005 ISBN 0-8070-3623-4
- J. Plaskow; C.P. Christ, Goddess and God in the World: Conversations in Embodied Theology. Fortress Press, 2016. ISBN 150640118X